# Francis v. Resweber
Francis v. Resweber was een proces in 1947 bij het Hooggerechtshof van de Verenigde Staten, waarbij de staat Louisiana en de tot de doodstraf veroordeelde Willie Francis betrokken waren. De negen rechters moesten beslissen of een tweede maal geëxecuteerd worden op de elektrische stoel (nadat er de eerste keer kortsluiting optrad) geen schending was van de ne bis in idem, die geregeld wordt in het vijfde amendement van de Amerikaanse Grondwet, of het achtste amendement, dat "wrede en ongebruikelijke straffen" verbiedt.
Vijf van de negen opperrechters bepaalden dat het niet het geval was, in eerste instantie werd abusievelijk aan Francis en zijn advocaat verteld dat de meerderheid juist wel in hun voordeel had besloten. Op 9 mei 1947 werd Francis alsnog geëxecuteerd door middel van elektrocutie.